# Agustín Galiana
Agustín Galiana Llorca (Villajoyosa (Alicante), 7 de julio de 1978) es un actor español. 
Aunque orientó sus primeros pasos hacia la danza, formando parte del Ballet Clásico de Valencia, una audición le llevó a Madrid donde comenzó a interesarse por la interpretación. Para formarse -de forma continuada hasta día de hoy- en esa nueva profesión, el intérprete tomó clases en diversos centros de interpretación de la ciudad:  Fundación Shakespeare de España (1998),  Centro de Nuevos Creadores  (Cristina Rota) (1999-2004),  Laboratorio William Layton (2005-06), y la Central de cine (Eva Lesmes y Macarena Pombo). Durante este tiempo el actor fue labrando un currículo profesional en el que compaginó danza, teatro, cine, cortometrajes y series. 
Entre los espectáculos de danza en los que colaboró: El Cascanueces con el Ballet Clásico de Valencia –bajo dirección de Peter Clegg-, "Seppuku",y Quiero tenerte cerquita (2004) un espectáculo -dirigido por Chevy Muraday- que recibió el Premio Nacional de danza en interpretación 2006.
Sobre las tablas –en teatro- debutó en 1998 en una versión de Romeo y Julieta de William Shakespeare, Tres nobles amigos, dirigido por Dylan Blyfield y Rafa Cruz en el Teatro Pradillo.  Al año siguiente Jaime Chávarri le incluyó en el elenco de  Tras ensayar a Hamlet, dándole el papel de uno de los cómicos de una compañía teatral. En 2000 estrenó en Teatro Museo del Ferrocarril tres piezas puestas en escena por Víctor Contreras: Lucky el saxofonista, Periódico en blanco y Puente de Nisu, todas ellas para público infantil.
Paralelamente Agustín Galiana realizó sus primeras incursiones en el mundo del cortometraje en  Un cuadro a las brujas -dirigido por Álvaro Arciniega- donde dio vida a Alfonso, un joven enamorado de una joven bruja que, durante la Inquisición, es poseedor de un don: dibujar el futuro. A este trabajo le siguió El nombre del corto, donde se encargó como en la vez anterior de interpretar el papel principal: en esa ocasión, un joven fotógrafo que tiene una esporádica relación con una mujer casada.
En televisión en 2004 Agustín Galiana fue seleccionado por Luis San Narciso para interpretar un papel episódico en Un paso adelante, serie en la que encarnó a Sebastián; un joven trabajador que había sufrido unas lesiones durante la jornada laboral.  Ese mismo año Tele 5 le contrató para protagonizar el programa infantil El mundo mágico de Brunelesky. La serie, basada en La Guía de Valores patrocinado por la  UNESCO, incluye en su elenco a Raquel Quintana, Catherine Vispo y Jesús Moreno (Pingüi). En ella, Galiana se puso en la piel de Gus -un elfo alegre, pillo y  dicharachero- que aprendía del gran mago Brunelesky; quien veía alterados sus planes por culpa de la bruja Malicia, la cual deseaba arrebatarle sus poderes. 
Ese mismo año el actor finalizó su colaboración en La katarsis del tomatazo, espectáculo –promovido por la Escuela de Nuevos Creadores- basado en la improvisación del actor frente a un público que puede arrojarle tomates durante la duración del espectáculo, donde interpretó una gran variedad de personajes. 
Ahora bien, debido al interés de Tele 5 por el programa infantil, se puso en marcha la grabación de un disco con 10 canciones así como una adaptación teatral del mismo, Brunelesky y los cumpleaños olvidados. La obra se representó en el Teatro Arlequín y Teatro Nuevo Alcalá. 
Agustín Galiana completó (profesionalmente) el año con su primer papel en el largometraje 20 centímetros dirigida por Ramón Salazar y que protagonizaron Mónica Cervera, Pablo Puyol, Lola Dueñas, Pilar Bardem, Rossy de Palma y Najwa Nimri. Al año siguiente encarnaría a Denis, un personaje secundario en Spinnin de Use Pastrana, aunque se estrenaría en 2007. El largometraje independiente, protagonizado por Alejandro Tous, fue galardonado con los premios a la Mejor película y Mejor obra española en el Festival Lesgaicinemad de Madrid; y Mejor película en el Festival Internacional de cine gay y Lésbico de Barcelona.
En 2006 Agustín Galiana accedió a su primer papel de casting principal en la serie de ficción Círculo rojo, en la que interpretó a Roberto, un joven que descubre un secreto sobre su padre relacionado con la madre de una chica de la que se enamora, Lucía (Esmeralda Moya). El elenco estaba formado por María Adánez, María Botto, Carmen Maura, Emilio Gutiérrez Caba, Marta Calvó, Marta Belmonte, Jaime Blanch, Jesús Noguero, Rafael Rojas, Jorge Bosch, Nacho López, Ángel Hidalgo, Carlos Blanco, Fernando Cayo y Manuel Galiana. La serie se emitió en 2007, año en el que rodó dos cortometrajes y que se estrenarán en 2008. El primero, Dünder-Busche, dirigido por Isaac Berrokal, estaba ambientado a finales de la guerra civil. En él da vida a un chico de 24 años que debe afrontar el final de la contienda junto a su padre.  El segundo, El embaucador -realizado por Daniel Romero- situaba la acción en la dictadura franquista. Txema Blasco, Fernando Ustárroz y Mario Angulo complentaron el reparto.
Después de participar en la serie Yo soy Bea, en 2009 rueda varios cortometrajes y participa en el largo Rose et Noir de Gérard Jugnot con un personaje de reparto.
Entre representaciones, ensayos y rodajes, este actor, colabora con diferentes proyectos sociales. La más destacable, su participación en el programa Mus-e en la Fundación Yehudi Menuhin desde febrero del 2005 hasta la actualidad.
En octubre de 2017, participa en la temporada 8 de "Danse avec les stars" (la versión francesa de "Strictly Come Dancing"). Dos años después participó en el internacionalmente conocido concurso "Qui veut gagner des millions?" en "TF1" para recaudar dinero para una asociación ecologista. Mostró su gran dominio del idioma galo.

## Formación
- Centro Nuevos Creadores. Escuela Cristina Rota (2004)
- Fundación de Skakespeare en España (1998)
- Laboratorio de William Layton (2006)
- Escuela Fernando Piernas (2007)
- Central de cine. Eva Lesmes y Macarena Pombo (2008)

## Cine
Largometrajes
| Año  | Película                 | Director        | Personaje    |
| ---- | ------------------------ | --------------- | ------------ |
| 2005 | 20 centímetros           | Ramón Salazar   |              |
| 2007 | Spinin                   | Eusebio Patrana | Denis        |
| 2009 | Rosa y negro             | Gérard Jugnot   | Valet Poveda |
| 2018 | La decisión de una madre | Agnès Obadia    | Hugo         |

Cortometrajes
| Año  | Cortometraje           | Director               |
| ---- | ---------------------- | ---------------------- |
| 2003 | Un cuadro a las brujas | Álvaro Arciniega       |
| 2004 | El nombre del corto    | Lorena González        |
| 2008 | El embaucador          | Daniel Romero          |
| 2008 | Dunder-Büchse          | Isaac Berrocal         |
| 2008 | Zoe                    | Sergio Vaquero         |
| 2008 | El problema            | Adrián Gutiérrez       |
| 2008 | Hender                 | Carlos Alberto Pascual |
| 2008 | La casa Brown          | Isaac Berrocal         |
| 2009 | Actos impuros          | Isaac Berrocal         |

## Obras de teatro
| Año        | Obra de teatro                                             | Director                   | Autor de la pieza   | Personaje |
| ---------- | ---------------------------------------------------------- | -------------------------- | ------------------- | --------- |
| 1998       | Tres nobles amigos                                         | Rafa Cruz y Dylan Blyfield | William Shakespeare |           |
| 1998/1999  | Tras ensayar Hamlet                                        | Jaime Chávarri             | William Shakespeare | Actor     |
| 2000       | Lucky el saxofonista / Periódico en blanco/ Puente de Nisu | Victor Contreras           | Salvador Enríquez   | Varios    |
| 2004       | La Katarsis del tomatazo                                   | Cristina Rota              | Improvisación       | Varios    |
| 2004       | Historia de mirones                                        | China Patino               | Varios              |           |
| 2005/ 2006 | Brunelesky y los cumpleaños perdidos                       | Antonia García             | Isabel Arranz       | Gus       |
| 2009       | Danny y el profundo mar azul                               | Juanma Gómez               | J. Patrick Shanley  | Danny     |

## Televisión
| Año        | Serie                          | Temporada. Capítulo | Personaje       |
| ---------- | ------------------------------ | ------------------- | --------------- |
| 2004       | Un paso adelante               | 5.10                | Sebastián       |
| 2004/ 2008 | El mundo mágico de Bruneslesky | Protagonista Fijo   | Gus             |
| 2007       | Círculo rojo                   | Protagonista Fijo   | Roberto         |
| 2008       | Confesiones de baño            | Protagonista        |                 |
| 2008       | Yo soy Bea                     | Transformación      | Frankie         |
| 2009       | De belleza distraída           | Protagonista        | Milo            |
| 2015       | Clem - temporada 6             | Protagonista Fijo   | Adrián Muñoz    |
| 2020       | Aquí todo empieza              | Protagonista Fijo   | Lisandro Iñesta |

## Danza
- 1997: El cascanueces, Peter Clegg
- 2003: Seppukku, Paloma López
- 2004: Quiero tenerte cerquita, Chevy Muraday

## Música
- El mundo mágico de Brunelesky (2005). Touch Creaciones Musicales
- The Garbo - Le secret de ma mère (2010)
- Manuel Galiana (2018). Capitol Music France
- Plein Soleil (2020). Panthéon-Universal Music France

## Publicidad
- Spot Navidades 2001. Tele 5
- Spot navidades 2004. Homenaje a François Truffaut (FNAC)
- No sólo música. Tele 5. 2005-06
- Revista “Muy interesante”
- HP Pavilion. El corte inglés. (2007)

## Colaboraciones sociales
- Fundación Yehudi Menuhin
- Fundación Menudos corazones
- Miembro de Honor de la Asociación FADAM contra el cáncer infantil.
- Fundación Secretariado de Gitanos
- Ministerio de Cultura. Campaña para el fomento de la lectura
- Colaboración como artista invitado en el libro de Fotografía "Memorobilia of Vampirya" de Ines Villeparisis y Paco Esteve (Alicante) Año 2014.https://www.facebook.com/MemorobiliaofVampirya.ESTOYCONGELADA/?ref=py_c